# Joan Osborne
Joan Elizabeth Osborne (n. 8 iulie 1962) este o cântăreață și compozitoare americană. Este cel mai bine cunoscută pentru piesa „One of Us”.

## Biografie
Originară din Anchorage, Kentucky, Osborne s-a mutat în New York la sfârșitul anilor '80, unde și-a deschis propriul studio, Womanly Hips, lansând câteva înregistrări pe cont propriu. Mai târziu a semnat un contract cu Mercury Records și și-a lansat primul album în 1991, intitulat Soul Show: Live at Delta 88. Cel de-al doilea său album a fost Relish (1995), care a devenit celebru datorită piesei „One of Us”. Pe lângă această piesă, de pe album au mai fost extrase piese de muzică country, folk sau blues. Cântecele precum „Right Hand Man” sau „St. Teresa” au devenit șlagăre, însă nu la fel de celebre precum „One of Us”.
În 2001, Osborne a apărut la postul de televiziune Austin City Limits cântând piese de pe albumul Righteous Love. Într-un interviu acordat după acel episod, Osborne a declarat că se bucură că a putut ieși din nou în lumina reflectoarelor după perioada anilor '90.
În 2002 a înregistrat una din melodiile coloanei sonore a documentarului Standing in the Shadows of Motown. Alături de propria trupă, ea l-a acompaniat pe Dixie Chicks în cadrul unui turneu național în 2003, perioadă în care și-a lansat cel de-al patrulea album, How Sweet It Is.
Între 2005 și 2006 a interpretat numeroase piese cu Phil Lesh and Friends. În februarie 2007 a cântat în cadrul Grand Gale Opry.
Până în prezent a apărut în mai multe emisiuni televizate și a mai lansat două albume.